# Coronosauria

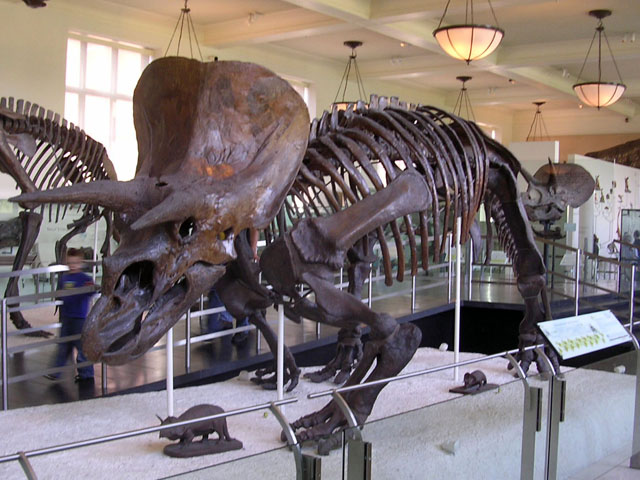
Skelet van Triceratops

De Coronosauria zijn een groep ornithischische dinosauriërs.
De naam werd in 1986 bedacht door Paul Sereno voor de klade die de Ceratopidae en de Protoceratopidae omvatte maar hij gaf toen geen definitie. In 1998 definieerde Sereno de groep als omvattende de laatste gemeenschappelijke voorouder van Protoceratops en Triceratops en al zijn afstammelingen. In 2005 verbeterde hij zijn definitie door ook de soortnamen te geven: Protoceratops andrewsi en Triceratops horridus. De Coronosauria behoren hoogstvermoedelijk (maar niet per definitie) tot de Neoceratopia en omvatten hoogstvermoedelijk de Ceratopidae en per definitie de Protoceratopidae.
De oudste bekende vorm is Graciliceratops uit het Cenomanien van Azië; in Noord-Amerika komen Coronosauriërs voor tot in het Maastrichtien.